# Ben H. Shepherd
Ben H. Shepherd ist ein britischer Militärhistoriker.
Shepherd promovierte im Jahr 2000 an der Universität von Birmingham in Neuerer deutscher Geschichte. Er unterrichtet an der Universität Glasgow Geschichte und veröffentlichte mehrere Werke zur deutschen und österreichischen Militärgeschichte. Sein Spezialgebiet ist die Partisanenbekämpfung durch die Wehrmacht.

## Veröffentlichungen
- War in the Wild East – The German Army and Soviet Partisans. Harvard University Press, 2004, ISBN 0-674-01296-8.
- The Clean Wehrmacht, the War of Extermination, and Beyond. In: The Historical Journal. Band 52, 2009, Heft 2, S. 455–473, doi:10.1017/S0018246X09007547.
- With the Devil in Titoland: A Wehrmacht Anti-Partisan Division in Bosnia-Herzegovina, 1943. In: War in History. Band 16, Nr. 1, Januar 2009, S. 77–97.
- Terror in the Balkans – German Armies and Partisan Warfare. Harvard University Press, 2012, ISBN 978-0-674-04891-1.
- Hitler’s Soldiers – The German Army in the Third Reich. Yale University Press, 2016, ISBN 978-0300-17903-3.